# Lethenteron matsubarai
Lethenteron matsubarai is een kaakloze vissensoort uit de familie van de prikken (Petromyzontidae). De wetenschappelijke naam van de soort is voor het eerst geldig gepubliceerd in 1978 door Vladykov & Kott.